# Bandshagå
Bandshagå is een van de kleine waterwegen die het Zweedse eiland Gotland rijk is. Het riviertje/kanaal dat van west naar oost stroomt ontstaat ten oosten van kerkdorp Bjärges/Nickarve. Het mondt na 11.820 meter ten noorden van Tjälder uit in de Oostzee.